# 오! 마이 레이디
《오! 마이 레이디》는 2010년 3월 22일부터 2010년 5월 11일까지 방영된 월화 드라마이다. 톱스타와 평범한 아줌마가 사랑을 이룬다는 스토리가 MBC 《내 생애 마지막 스캔들》과 겹친 점, 여자 주인공이 가정부로 일하면서 남자 주인공과 만나는 이야기가 전작 《별을 따다줘》와 닮았다는 지적을 받아왔다.

## 등장 인물

### 주요 인물
- 최시원 : 성민우 역
- 채림 : 윤개화 역
- 이현우 : 유시준 역

### 민우의 주변 인물
- 박한별 : 홍유라 역
- 허준석 : 최태구 역
- 김유빈 : 성예은 역
- 김희원 : 정윤석 역
- 김광규 : 한민관 역

### 개화의 주변 인물
- 유서진 : 이복님 역
- 유태웅 : 김병학 역
- 방준서 : 김민지 역

### 시준의 주변 인물
- 문정희 : 한정아 역
- 황효은 : 오재희 역
- 홍종현 : 박진호 역
- 이대연 : 엄대용 역

### 특별출연
- 이한위 : 연출자 역 (1회)
- 전혜진 : 성민우의 상대 배우 역 (1회)
- 설리 : 패션쇼의 성민우 상대 모델 역 (1회)
- 소녀시대 (최수영, 효연, 제시카) : 성민우 대신 패션쇼에 출연하는 모델들 역 (7회)

## 시청률
최저 시청률과 최고 시청률은 시청률 조사회사와 지역별로 시청률에 차이가 있을 수 있습니다.
| 2010년 | 2010년   | 2010년         | 2010년       | 2010년         | 2010년       |
| 회차   | 방송일   | TNmS 시청률    | TNmS 시청률  | AGB 시청률     | AGB 시청률   |
| 회차   | 방송일   | 대한민국(전국) | 서울(수도권) | 대한민국(전국) | 서울(수도권) |
| ------ | -------- | -------------- | ------------ | -------------- | ------------ |
| 제1회  | 3월 22일 | 10.0%          | 9.9%         | 11.5%          | 11.9%        |
| 제2회  | 3월 23일 | 10.8%          | 11.1%        | 11.7%          | 12.3%        |
| 제3회  | 3월 29일 | 7.2%           | -            | 9.1%           | 9.8%         |
| 제4회  | 3월 30일 | 8.6%           | -            | 9.1%           | -            |
| 제5회  | 4월 5일  | 11.4%          | 11.5%        | 11.6%          | 12.4%        |
| 제6회  | 4월 6일  | 10.8%          | 11.1%        | 10.4%          | 11.3%        |
| 제7회  | 4월 12일 | 10.2%          | 10.2%        | 10.3%          | 10.7%        |
| 제8회  | 4월 13일 | 10.3%          | 10.8%        | 10.1%          | 10.4%        |
| 제9회  | 4월 19일 | 10.4%          | 10.7%        | 10.0%          | 9.9%         |
| 제10회 | 4월 20일 | 10.3%          | 10.7%        | 9.0%           | 8.8%         |
| 제11회 | 4월 26일 | 12.1%          | 12.7%        | 11.3%          | 11.6%        |
| 제12회 | 4월 27일 | 10.8%          | 11.2%        | 9.7%           | 10.3%        |
| 제13회 | 5월 3일  | 10.0%          | 10.3%        | 8.7%           | 9.4%         |
| 제14회 | 5월 4일  | 10.2%          | 10.5%        | 9.3%           | 9.7%         |
| 제15회 | 5월 10일 | 11.5%          | 11.5%        | 9.8%           | 10.3%        |
| 제16회 | 5월 11일 | 10.5%          | 10.5%        | 10.4%          | 11.0%        |

## OST
| #   | 제목                         | 가수      | 재생 시간 |
| --- | ---------------------------- | --------- | --------- |
| 1.  | 〈그대 인형〉                | 써니      | 3:46      |
| 2.  | 〈못났죠〉                   | 조성욱    | 4:26      |
| 3.  | 〈Love Is〉                  | 포맨      | 3:56      |
| 4.  | 〈도시의 천사〉              | DJ 안과장 | 4:12      |
| 5.  | 〈꽃은 핀다〉                |           | 2:07      |
| 6.  | 〈그대인형 (Scat Ver.)〉     | 공보경    | 3:56      |
| 7.  | 〈못났죠 (Guitar Ver.)〉     |           | 2:35      |
| 8.  | 〈슬픈 미소〉                |           | 2:06      |
| 9.  | 〈Love Is (Bossanova Ver.)〉 |           | 1:46      |
| 10. | 〈도시의 천사 (Inst.)〉      |           | 4:12      |

## 수상
- 2010년 SBS 연기대상 뉴스타상 (남자) - 최시원

## 참고 사항
- 협찬주 음료 매장 전경 및 실제와 유사한 형태의 음료 컵, 상업적 포스터 등을 반복적으로 노출한 데다가 동 음료의 특장점을 언급하여 해당 협찬주에게 광고효과를 주는 내용을 내보내어 방송통신심의위원회로부터 '주의' 조치를 받았다.[5]
- 당초 윤개화 역은 김희선이 낙점되었으나 로맨틱 멜로 이미지를 연속적으로 할 수 없다는 이유로 정중히 거절하여[6] 최종 채림이 맡았다.
- 극중 윤개화 역을 맡은 채림은 해당 작품을 마지막으로 활동을 잠정 중단하게 되었다.